# Campobosco
Le Campobosco est un camp et un rassemblement des jeunes catholiques, organisé par les Salésiens et Salésiennes de Don Bosco. Ces rencontres forment des jeunes, qui y apprennent la vie telle que les salésiens la voient. Elles sont organisées dans différents pays d'Europe et d'Amérique du Sud.

## Campobosco en France
Le Campobosco, en France, est un rassemblement catholique de jeunes de 13 à 25 ans, organisé par les salésiens et salésiennes de Don Bosco. D'une durée de 5 jours, les jeunes sont invités à différents temps de réflexion, de prière et d'activité. Les organisateurs invitent des "grands" témoins qui partagent aux jeunes leur mission ou travail, leur foi, leur engagement... Différents ateliers créatifs (bricolage, théâtre, chant, musique, slam, photo, multimédia, danse…) invitent les jeunes à découvrir de nouveaux talents qu'ils mettent en œuvre lors de la veillée finale.
Le Campobosco a débuté en 2005 avec 16 jeunes à Nandax. En août 2013, il a rassemblé 300 jeunes et 50 adultes de France et de Belgique francophone. Pour la 10e édition, exceptionnellement, il aura lieu à Turin, terre natale de Don Bosco.
Le Campobosco est dirigé depuis sa création par Jean-Marie Petitclerc jusqu'au Campobosco 2019, Jean-Marie Petitclerc a passé le relais à Xavier Ernst, délégué provincial à la pastorale des jeunes. La direction est partagée depuis lors entre Xavier Ernst (Directeur général) et Valentine Delafon (Directrice adjointe)